# Goodson
Goodson var ett brittiskt skivbolag och skivmärke, vilket existerade 1928 till 1931.
Goodson tillverkades av Goodson Record Company, Ltd. i London, ett företag som i sin tur var uppkallat efter dess ägare Jack Goodson. Goodson-skivorna var vitaktiga i färgen och hade ingen etikett; textinformationen var i stället tryckt direkt på själva skivan. De var ett av många försök vid denna tid att i såväl USA som Europa producera skivor i böjligt, lätt material; en teknik som dock var före sin tid, då tidens tunga grammofonarmar och vassa nålar snabbt nötte ut det mjuka materialet (i Goodsons fall rekommenderade tillverkaren att man skulle använda begagnade nålar för att minska slitaget). Tillverkningsmaterialet hette i Goodsons fall rhodoid, en sorts cellulosaacetat.
De flesta av utgåvorna på Goodson utgjordes av importerade amerikanska inspelningar, ursprungligen från Emerson men senare främst från Grey Gull och slutligen från QRS. Mot slutet av etikettens existens förekom dock även en del brittiska originalinspelningar (vissa av dem även utgivna på de brittiska märkena Dominion och Filmophone) samt upptagningar från andra europeiska länder. En del Goodsonutgåvor utgjorde också reklamskivor för olika produkter och butiker.